# Журов (село)
Жу́ров (укр. Журів) — село в Рогатинской городской общине Ивано-Франковского района Ивано-Франковской области Украины.
Население по переписи 2001 года составляло 472 человека. Занимает площадь 9,814 км². Почтовый индекс — 77051. Телефонный код — 03435.